# Гохман, Иржи
Иржи Гохман (чеш. Jiří Hochmann; род. 10 января 1986, Брно) — чешский шоссейный и трековый велогонщик, выступавший за сборную Чехии по велоспорту в 2003—2018 годах, серебряный и бронзовый призёр чемпионатов мира, двукратный чемпион Европы, многократный победитель и призёр первенств национального значения.

## Биография
Иржи Гохман родился 10 января 1986 года в городе Брно, Чехословакия.
В 2003 году отметился успешным выступлением на юниорском европейском первенстве в Москве, где стал бронзовым призёром в командном спринте и гонке по очкам.
В 2008 году взял бронзу в скрэтче и гонке по очкам на молодёжном европейском первенстве в Прушкове.
Первого серьёзного успеха на взрослом международном уровне добился в сезоне 2009 года, когда вошёл в состав чешской национальной сборной и выступил на трековом чемпионате мира в Прушкове — совместно с Мартином Благой завоевал здесь бронзовую медаль в программе мэдисона.
В 2010 году в мэдисоне с тем же партнёром одержал победу на чемпионате Европы в Прушкове.
В 2011 году в паре с Благой получил серебро в мэдисоне на чемпионате мира в Апелдорне.
В 2012 году был лучшим в мэдисоне на чемпионате Европы в Паневежисе. На шоссе выиграл первый этап и генеральную классификацию «Тура Южной Богемии», тогда как на шоссейном чемпионате Чехии стал четвёртым в групповой гонке и седьмым в индивидуальной гонке с раздельным стартом.
В 2013 году победил на чемпионате Чехии в скрэтче, выиграл один из этапов «Тура Китая» и очковую классификацию «Тура Фучжоу», финишировал третьим на «Туре Нанкина», занял седьмое место в генеральной классификации «Тура озера Тайху».
В 2014—2015 годах продолжал активно выступать на шоссе в составе чешской команды ASC Dukla Praha.
В 2016 году побывал на чемпионате Европы в Ивелине, откуда привёз награду бронзового достоинства, полученную в гонке на выбывание.
На чемпионате Чехии 2017 года одержал победу в мэдисоне, был вторым в командном преследовании и гонке на выбывание, третьим в скрэтче.
В 2018 году добавил в послужной список золотую медаль, завоёванную на чемпионате Чехии в командной гонке преследования.